# Heimatmuseum Kaumberg

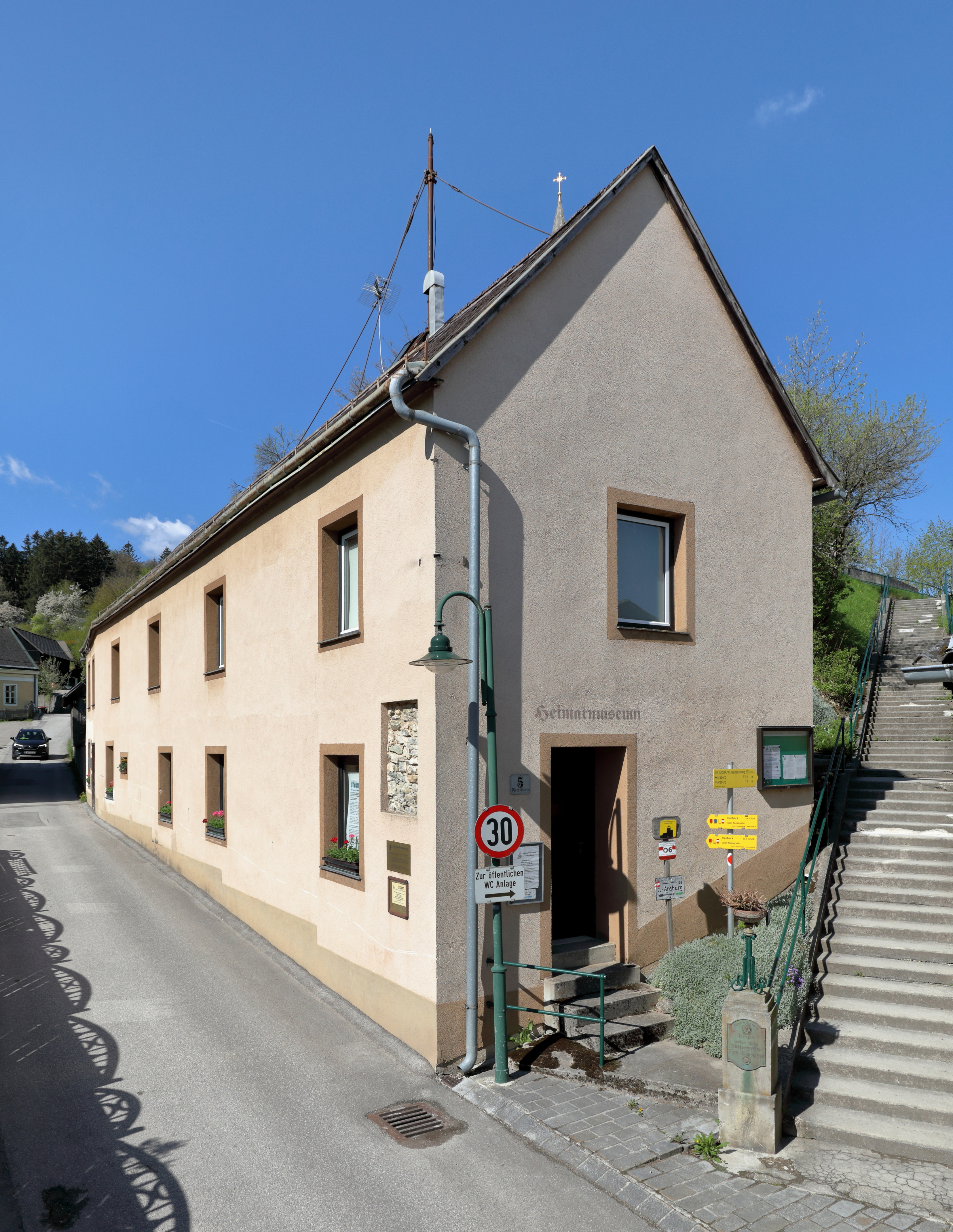
Heimatmuseum Kaumberg

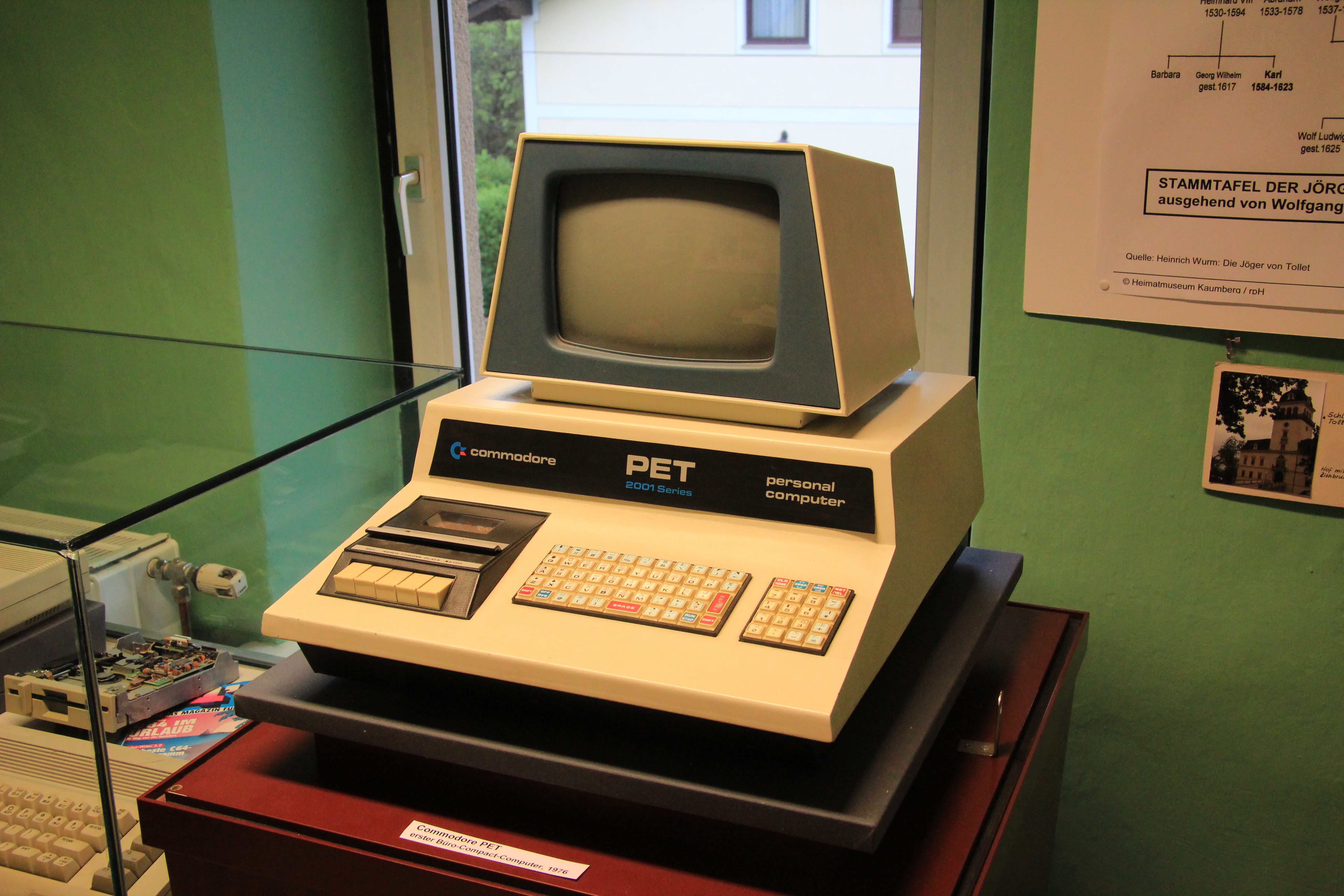
Commodore PET 2001

Das Heimatmuseum Kaumberg steht auf Markt Nr. 5 (Pfarrgasse) im Ort Kaumberg in der Marktgemeinde Kaumberg im Bezirk Lilienfeld in Niederösterreich. Das Gebäude steht unter Denkmalschutz (Listeneintrag).

## Geschichte
Das schmale Gebäude wurde mit Bruchsteinen der Araburg im 16. Jahrhundert erbaut. Von 1784 bis 1835 diente das Gebäude als Schulhaus. Von 1987 bis 2022 wurde das Gebäude als Heimatmuseum genutzt. Seither wird ein neues Konzept entwickelt.

## Leitung
- Seit 1987 bis 2022: Roland P. Herold